# RV Tansei Maru
Le RV Tansei Maru est un ancien navire océanographique du Japan Agency for Marine-Earth Science and Technology (JAMSTEC) qui est maintenant exploité pat l'Institut de la recherche marine de l'Université de Tokyo. Il a pris sa retraite en 2013.

## Historique
Il a mené des recherches sur la vie marine, la géophysique et la chimie, les tremblements de terre,... principalement dans les mers situées autour du Japon, telles que la baie de Sagami, la baie de Suruga, la mer de Kumano et au large d'Honshū. 
Afin d'assurer les performances de manœuvre du navire et de tenue de route requises pour les travaux d'observation, le propulseur d'étrave est équipé d'un dispositif de positionnement dynamique du navire. Le moteur est également conçu pour maintenir toutes les vitesses du navire appropriées pour l'observation d'une vitesse élevée à une vitesse lente pendant une longue période.
L'espace laboratoire est situé près du centre du pont et est directement connecté au poste d'observation arrière pour un travail efficace. Un laboratoire d’environ 53 m² se compose d’un laboratoire sec à l’avant (environ 21 m²), d’un laboratoire semi-sec au centre (environ 20 m², comprenant une salle stérile), d’un laboratoire humide à l’arrière (environ 12 m²). Cependant, il n'y a pas de cloison pour pouvoir l'adapter aux activités de recherche dans divers domaines en réarrangeant les bureaux.

### Note et référence
- (ja) Cet article est partiellement ou en totalité issu de l’article de Wikipédia en japonais intitulé « 淡青丸 » (voir la liste des auteurs).